# Molophilus (Molophilus) flexostylus
Molophilus (Molophilus) flexostylus is een tweevleugelige uit de familie steltmuggen (Limoniidae). De soort komt voor in het Oriëntaals gebied.